# Annemarie Cordes
Annemarie Cordes (* 25. Juli 1918 in Bremen; † 8. April 1998 in Wiesbaden) war eine deutsche Schauspielerin, Hörspiel- und Synchronsprecherin.

## Leben
Annemarie Cordes absolvierte eine Lehre als Handweberin und nahm daneben Schauspielunterricht.
Ihr erstes Engagement erhielt sie 1939 am Stadttheater Dessau. Weitere Stationen waren Elbing, Posen und Bremen. Ab 1945 war sie an der Volksbühne Berlin und von 1957 bis 1959 am Stadttheater Saarbrücken tätig. In München trat sie u. a. an den Münchner Kammerspielen, am Residenztheater und an der Kleinen Komödie auf. An letztgenannter Bühne gehörte Marianne Hoppe zu ihren Partnerinnen. Darüber hinaus gab sie zahlreiche Gastspiele, u. a. in Köln, Baden-Baden und Ulm.
Durch ihre Sprechrolle als Paul Temples Ehefrau Steve in acht der insgesamt zwölf der gleichnamigen Francis-Durbridge-Hörspiele wurde Cordes einem breiten Publikum bekannt. Bei den Fällen Curzon, Madison, Genf und Alex wirkte sie nicht mit. Mit René Deltgen, der die Titelrolle verkörperte, verband sie eine tiefe Freundschaft bis zu dessen Tod im Jahr 1979.
Nach den Aufzeichnungen der Internet-Datenbank des ARD-Hörspielarchivs scheint sie außerhalb der Paul-Temple-Reihe nur noch in einem weiteren Hörspiel als Sprecherin aufgetreten zu sein, und zwar 1948 in der Produktion Sturm im Wasserglas des Bayerischen Rundfunks nach der Komödie von Bruno Frank. Unter der Regie von Fritz Benscher gehörten auch Rudolf Vogel und Otto Osthoff zu ihren Partnern.
Als Synchronsprecherin lieh sie beispielsweise Barbara Britton in Unter schwarzer Flagge, Dorothy Hart in Die nackte Stadt und Micheline Presle in Das Spiel ist aus ihre Stimme.
Annemarie Cordes war mit dem Schauspieler Karl Supper verheiratet, mit dem sie eine Tochter hatte. Sie starb am 8. April 1998 in Wiesbaden. Unter ihrem Ehenamen Supper wurde sie in einem Urnengrab auf dem Friedhof Wiesbaden-Bierstadt (A 04 UK95) beigesetzt.

## Hörspiele
In allen aufgeführten Produktionen spielten René Deltgen und Annemarie Cordes das Ehepaar Temple. Außer im ersten Fall sprachen Herbert Hennies den Diener Charlie und Kurt Lieck Sir Graham Forbes. Regie führte Eduard Hermann, bei Paul Temple und die Affäre Gregory gemeinsam mit Fritz Schröder-Jahn.
- 1949: Paul Temple und die Affäre Gregory – mit Otto Daune, Georg Eilert, Heinz von Cleve, Peter René Körner, Franz Schafheitlin
- 1953: Paul Temple und der Fall Vandyke – mit Alf Marholm, Gustav Knuth, Magda Hennings
- 1954: Paul Temple und der Fall Jonathan – mit Franz Schafheitlin, Lilly Towska, Peter René Körner
- 1956: Paul Temple und der Fall Gilbert – mit Werner Lieven, Lilly Towska, Heinz Schimmelpfennig, Ernst Ginsberg
- 1958: Paul Temple und der Fall Lawrence – mit Ingeborg Schlegel, Heinz Schimmelpfennig, Peter René Körner, Heinz Klevenow, Jürgen von Manger
- 1959: Paul Temple und der Fall Spencer – mit Friedrich W. Bauschulte, Heinz Schimmelpfennig, Louise Cleve, Peter René Körner, Pinkas Braun
- 1961: Paul Temple und der Fall Conrad – mit Karl Maria Schley, Peter René Körner, Jürgen Goslar, Elisabeth Opitz
- 1962: Paul Temple und der Fall Margo – mit Ursula von Reibnitz, Siegfried Wischnewski, Heinz Schimmelpfennig, Lola Müthel

| Personendaten    | Personendaten                                             |
| ---------------- | --------------------------------------------------------- |
| NAME             | Cordes, Annemarie                                         |
| KURZBESCHREIBUNG | deutsche Schauspielerin, Hörspiel- und Synchronsprecherin |
| GEBURTSDATUM     | 25. Juli 1918                                             |
| GEBURTSORT       | Bremen                                                    |
| STERBEDATUM      | 8. April 1998                                             |
| STERBEORT        | Wiesbaden                                                 |